# Regate a Molesey
Regate a Molesey è un dipinto a olio su tela (66x91,5 cm) realizzato nel 1874 dal pittore inglese Alfred Sisley.
È conservato nel Musée d'Orsay di Parigi.